# Cecilia Johansdotter
Cecilia Johansdotter és el nom tradicional de la reina consort i muller del Rei Canut I de Suècia i mare del Rei de Suècia Eric X. Malgrat el fet que fou reina durant més de vint anys, la reina consort del Rei Canut és una de les més desconegudes de les reines sueques. Ni el seu nom, ni els seus pares ni les dates del seu naixement i mort són confirmades. Algunes fonts teoritzen que era filla de Johan Sverkersson, fill del Rei de Suècia Sverker I (mort el 1156). El nom Cecilia tampoc és confirmat. Hauria estat casada amb Canut vers l'any 1160. El 1167, set anys més tard, el seu marit esdevenia Rei i fou conseqüentment Reina de Suècia.
Només hi ha una història que veritablement esmenta la reina amb més detalls. El 1190 la reina emmalaltí. Fou una malaltia greu, i el poble es preocupà per si moria. Per tal d'evitar la mort, la reina prometé estant al llit, que si Déu li salvava la vida, entraria en un convent després de la seva recuperació per mostrar el seu agraïment. Finalment es recuperà de la malaltia, però no desitjava fer-se monja, ni tampoc el seu marit. Van enviar una apel·lació al Papa Climent III a Roma per preguntar si podia ser alliberada de la seva promesa i continuar les seves obligacions maritals. El Papa va contestar que la reina hauria d'honrar la seva promesa a Déu, i la Reina Cecilia fou obligada a abandonar el seu tron i entrar a un convent. Aquesta carta és datada a 1193.
Casada cap al 1160 amb Canut Eriksson de Suècia (esdevingut rei el 1167), el matrimoni va ser dissolt quan fou obligada a entrar en un convent cap als anys 1190. Fou mare amb Canut de:
- Jon Knutsson (mort violentament el novembre del 1205 a Älgarås)
- Knut Knutsson (mort violentament el novembre del 1205 a Älgarås)
- Joar Knutsson (mort violentament el novembre del 1205 a Älgarås)
- Eric X (mort el 1216), Rei de Suècia 1208-1216.
- Filla, NN Knutsdotter (possiblement Sigrid o Karin), que s'hauria casat amb el jarl Knut Birgersson (esdevenint mare de Magnus Broka), o casada amb Magnus Broka (amb qui hauria tingut un fill Knut Magnusson o, Knut Katarinason, reclamant del tron suec; mort el 1251). L'existència d'aquesta filla és basada en citacions poc clares en cròniques i sagues, i és amb mesura acceptada en la literatura d'investigació, per a explicar les reivindicacions de Knut Magnusson al tron. Aquesta filla hauria nascut necessàriament als anys 1170 o 1180.